# مکتب‌خانه حاجی فاطمه خانم
مکتب‌خانه حاجی فاطمه خانم مربوط به دوره افشار است و در شهرستان اردکان، بخش عقدا، دهستان هفتادر، روستای هفتادر، محله سفلی واقع شده و این اثر در تاریخ ۱ اردیبهشت ۱۳۸۸ با شمارهٔ ثبت ۲۶۶۰۰ به‌عنوان یکی از آثار ملی ایران به ثبت رسیده‌است.